# Ella, elle l’a
«Ella, elle l’a» (с фр. — «Элла, у неё это есть») — песня, записанная французской певицей Франс Галль. Эта песня была написана Мишелем Берже, она является данью уважения Элле Фицджеральд, а также протестом против расизма и гимном расширению прав и возможностей личности.
Она была выпущена как сингл с её альбома Babacar 24 августа 1987 года и стала хитом по всему миру. Песня имела большой успех в период с 1987 по 1988 год, заняв первое место в Австрии и Германии, а также попав в топ-10 в Дании, Швеции, Испании и Аргентины. Во Франции сингл был сертифицирован как серебряный и занял 2-е место. Песня находилась в топ-50 чарта в течение девятнадцати недель, начиная с 24 октября 1987 года, и девять недель в Топ-10. Кроме того, она выиграла две премии «Виктуар де ля мюзик».

## Чарты

### Еженедельные чарты
| Чарт (1987-88)                  | Высшая позиция |
| ------------------------------- | -------------- |
| Австрия (Ö3 Austria Top 40)     | 1              |
| Германия (GfK)                  | 1              |
| Нидерланды (Dutch Top 40)       | 30             |
| Нидерланды (Single Top 100)     | 38             |
| Франция (SNEP)                  | 2              |
| Швейцария (Schweizer Hitparade) | 5              |
| Швеция (Sverigetopplistan)      | 4              |

### Годовые чарты
| Чарт (1988)                     | Позиция |
| ------------------------------- | ------- |
| Австрия (Ö3 Austria Top 40)     | 19      |
| Швейцария (Schweizer Hitparade) | 17      |

## Сертификации и продажи
| Регион | Сертификация | Продажи  |
| --- | ------------ | -------- |
| Германия (BVMI) | Золотой      | 250 000^ |
| Франция (SNEP) | Серебряный   | 250 000* |
| * Данные о продажах приведены только на основе сертификации. ^ Данные о тиражах приведены только на основе сертификации. |              |          |

## Версия Кейт Райан
Бельгийская певица Кейт Райан записала свою версию песни «Ella, elle l’a» для альбома Free. Она была выпущена 6 мая 2008 года в Бельгии и 9 мая 2008 года в остальной Европе в качестве CD-сингла. Песня стала популярной в Европе, войдя в первую пятёрку чартов Венгрии, Нидерландов, Польши, Швеции. В Бельгии песня заняла 7-е место. В Швеции песня также получила платиновый статус.

### Чарты
| Чарт (2008)                                | Высшая позиция |
| ------------------------------------------ | -------------- |
| Австрия (Ö3 Austria Top 40)                | 23             |
| Бельгия/Валлония (Ultratop 50)             | 34             |
| Бельгия/Фландрия (Ultratop 50)             | 7              |
| Венгрия (Rádiós Top 40)                    | 3              |
| Германия (GfK)                             | 10             |
| Дания (Tracklisten)                        | 29             |
| Европейский союз (Euro Digital Song Sales) | 18             |
| Испания (PROMUSICAE)                       | 23             |
| Испания (Spain Digital Song Sales)         | 1              |
| Канада (Billboard Canadian Hot 100)        | 63             |
| Канада (Billboard CHR/Top 40)              | 50             |
| Нидерланды (Dutch Top 40)                  | 2              |
| Нидерланды (Single Top 100)                | 5              |
| Норвегия (VG-lista)                        | 9              |
| Польша (LP3)                               | 2              |
| СНГ (TopHit)                               | 20             |
| Чехия (Rádio — Top 100)                    | 28             |
| Швейцария (Schweizer Hitparade)            | 50             |
| Швеция (Sverigetopplistan)                 | 2              |

### Сертификации и продажи
| Регион                                                      | Сертификация | Продажи |
| ----------------------------------------------------------- | ------------ | ------- |
| Швеция (GLF)                                                | Платиновый   | 20 000^ |
| ^ Данные о тиражах приведены только на основе сертификации. |              |         |